# 新井郵便局
新井郵便局
- （あらいゆうびんきょく） - 新潟県妙高市にある郵便局。本記事にて記述する。
- （にいゆうびんきょく） - 兵庫県朝来市にある郵便局。局番号は43173。

新井郵便局（あらいゆうびんきょく）は新潟県妙高市にある郵便局。民営化前の分類では集配普通郵便局であった。

## 概要
住所：〒944-8799 新潟県妙高市上町6-5
民営化直前の集配業務再編において、多くの集配普通郵便局は統括センターとなったが、当局は配達センターとされたため、民営化後も郵便事業株式会社の支店は併設されず、集配センターが併設された。

### 分室
現在はなし。過去に存在した分室は以下のとおり。
- 新井長沢分室（12026A） - 閉鎖中の新井長沢簡易郵便局の補完として、暫定的に設置された。新井長沢簡易郵便局の再設置に伴い、2013年（平成25年）4月1日に廃止。

## 沿革
- 1872年（明治5年）旧7月 - 新井郵便取扱所として開設[1]。
- 1873年（明治6年） - 荒井（あらい）郵便取扱所に改称。
- 1875年（明治8年）1月1日 - 荒井郵便局（五等）となる。
- 1877年（明治10年） - 新井郵便局に改称。
- 1880年（明治13年）10月16日 - 為替取扱を開始。
- 1881年（明治14年） - 貯金取扱を開始。
- 1899年（明治32年）2月21日 - 新井郵便電信局となる。
- 1903年（明治36年）4月1日 - 通信官署官制の施行に伴い新井郵便局となる。
- 1958年（昭和33年）4月1日 - 特定郵便局から普通郵便局に局種別改定[2]。
- 1964年（昭和39年）8月2日 - 電話交換事務および和文電報配達事務を、新井電報電話局に移管。
- 1965年（昭和40年）11月 - 局舎新築落成。
- 1970年（昭和45年）10月1日 - 柳井田簡易郵便局の廃止に伴い、取扱事務を承継。
- 1981年（昭和56年）8月1日 - 姫川原簡易郵便局の廃止に伴い、取扱事務を承継。
- 1988年（昭和63年）9月22日 - 斐太簡易郵便局の一時閉鎖[3]に伴い、取扱事務を承継。
- 1999年（平成11年） - 外国通貨の両替および旅行小切手の売買に関する業務取扱を開始。
- 2007年（平成19年）3月12日 - 鳥坂郵便局、猿橋郵便局、板倉郵便局からそれぞれ「944-02xx」「944-03xx」「944-01xx」区域の集配業務を移管[4]。
- 2007年（平成19年）10月1日 - 民営化に伴い、併設された郵便事業高田支店新井集配センターに一部業務を移管。
- 2009年（平成21年）3月25日 - 妙高市長沢3195-1に、新井長沢分室を設置[5]。
- 2012年（平成24年）10月1日 - 日本郵便株式会社発足に伴い、郵便事業高田支店新井集配センターを新井郵便局に統合。
- 2013年（平成25年）4月1日 - 新井長沢簡易郵便局の設置に伴い、新井長沢分室を廃止[6]。
- 2015年（平成27年）10月5日 - 中郷郵便局から集配業務を移管。

## 取扱内容
- 郵便、印紙、ゆうパック、内容証明
- 貯金、為替、振替、振込、国際送金、国債、投資信託
- 生命保険、バイク自賠責保険、自動車保険
- ゆうちょ銀行ATM
- 「944-00xx」「944-02xx」「944-03xx」区域（妙高市（旧新井市域））、「944-01xx」区域（上越市（旧中頸城郡板倉町域））、「949-23xx」区域（上越市（旧中頸城郡中郷村域））の集配業務

## 風景印
- 表記は『新井』
- 図案は郷土民芸品『スゲウシ』・『スキー』・『小出雲坂の松』・『妙高山』
- 使用開始日は1970年（昭和45年）11月10日

## 周辺
- 妙高市役所
- 妙高市文化ホール
- 新潟県立新井高等学校
- 国道292号
- 渋江川（関川の支流）

## アクセス
- えちごトキめき鉄道 新井駅から西へ約500m（徒歩約5分）
- 頸南バス 上町停留所下車
- 上信越自動車道 新井スマートICから東へ約3km
- 駐車場あり：11台